# یلنگتسا
یلنگتسا (به لاتین: Jelnica) یک روستا در لهستان است که در گمینا مینزژتس پودلاسکی واقع شده‌است.